# Oficina de l'Alt Comissariat de les Nacions Unides per als Drets Humans

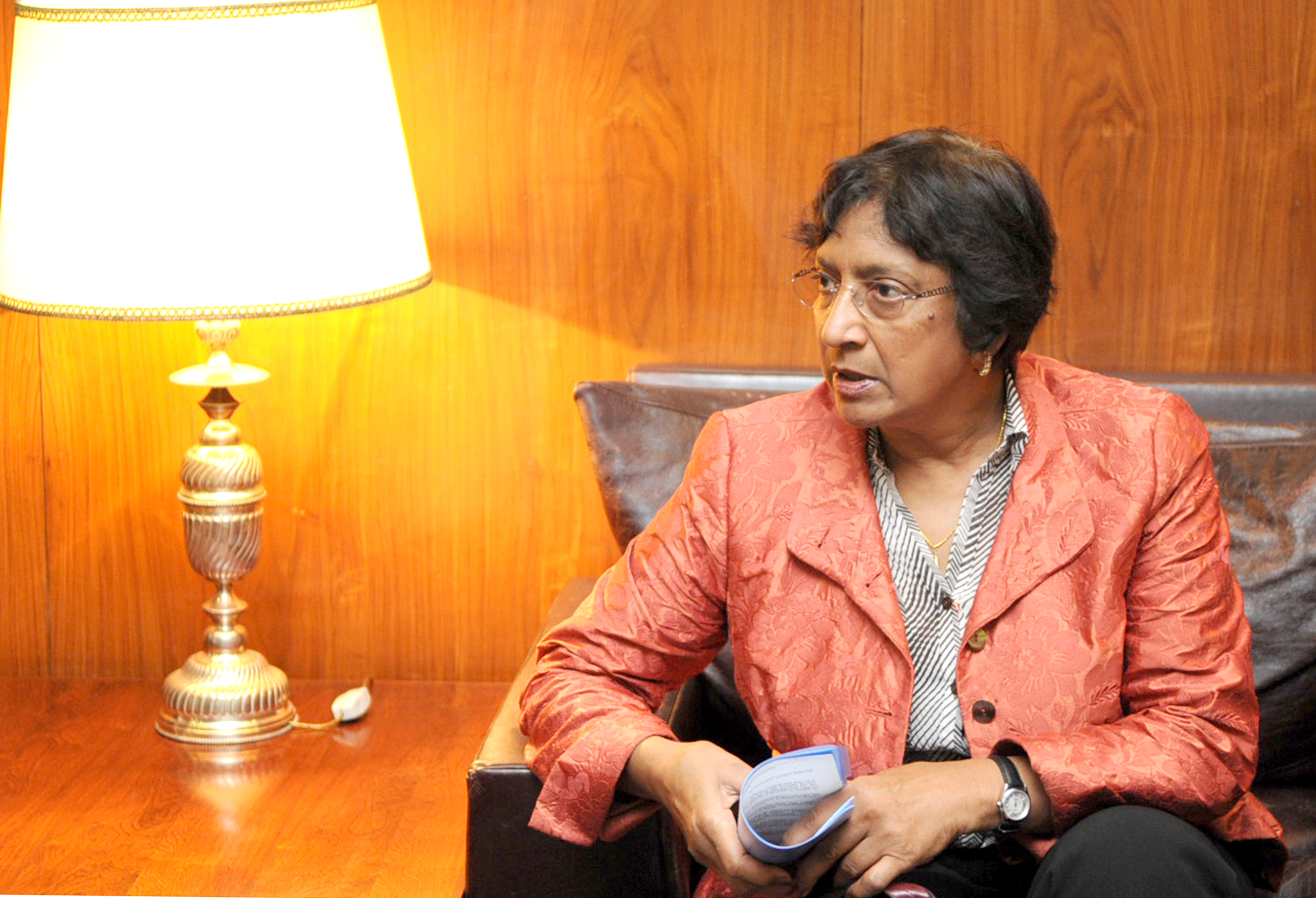
Navanethem Pillay.

L'Oficina de l'Alt Comissariat de les Nacions Unides per als Drets Humans és una entitat que depèn de l'ONU i vetlla pel compliment dels drets humans des de 1993. Té la seu a Ginebra, Suïssa. Les seves funcions se centren en l'assessorament sobre legislació referida als drets humans, incloent la pressió per la ratificació de tractats relacionats per part de tots els països membres de l'ONU; l'exigència de vetllar per un tracte humanitari a les víctimes de conflictes i la coordinació de diversos organismes que treballen en aquest camp.
Actualment l'oficina està presidida per Michelle Bachelet. D'ell depenen el cos tècnic, les dues oficines permanents (a Ginebra i a Nova York) i les tres divisions operatives:
- divisió de recerca i desenvolupament: reivindica el dret de tots els països a un desenvolupament econòmic i social d'acord amb la Declaració de Viena, analitza la situació a diferents indrets amb informes monogràfics i promou els estudis sobre els afers de l'Oficina
- divisió de tractats: coordina els grups de treball sobre legislació referida als drets humans
- divisió de capacitació: promou la formació política, coordina els voluntaris del Comissariat i incentiva l'educació en drets humans arreu del món.

En 2018–2019 el seu pressupost era de 301,6 milions de dòlars dels EUA (3,7% del pressupost regular de l'ONU), i aproximadament 1,300 treballadors amb base a Ginebra i Nova York. És un membre ex officio del Comitè del Grup per al Desenvolupament de les Nacions Unides.

## Llista d'Alts Comissariats
- José Ayala Lasso, 1994-1997
- Mary Robinson, 1997-2002
- Sergio Vieira de Mello, 2002-2003 - assassinat en un atemptat a Bagdad, Iraq, el 19 d'agost de 2003[5]
- Bertrand Ramcharan, 2003-2004
- Louise Arbour, 2004-2008[6]
- Navanethem Pillay, 2008-2014[7]
- Zeid Ra'ad Al Hussein, 2014-2018
- Michelle Bachelet, 2018-2022[8]
- Volker Türk, 2022-2026[9]